# Lijst van voetbalinterlands Mozambique - Senegal
Deze lijst van voetbalinterlands is een overzicht van alle officiële voetbalwedstrijden tussen de nationale teams van Mozambique en Senegal. De Afrikaanse landen hebben tot op heden negen keer tegen elkaar gespeeld. De eerste ontmoeting, een groepswedstrijd tijdens de Afrika Cup 1986, werd gespeeld op 10 maart 1986 in Caïro (Egypte). De meest recente confrontatie, een kwalificatiewedstrijd voor de Afrika Cup 2023, vond plaats in Maputo op 28 maart 2023.

## Wedstrijden
| № | Plaats         | Datum            | Competitie                   | Wedstrijd            | Uitslag |
| - | -------------- | ---------------- | ---------------------------- | -------------------- | ------- |
| 1 | Caïro          | 10 maart 1986    | Africa Cup 1986              | Mozambique − Senegal | 0 − 2   |
| 2 | Maputo         | 25 oktober 1992  | WK 1994 kwalificatie         | Mozambique − Senegal | 0 − 1   |
| 3 | Dakar          | 30 januari 1993  | WK 1994 kwalificatie         | Senegal − Mozambique | 6 − 1   |
| 4 | Dakar          | 2 september 2006 | Afrika Cup 2008 kwalificatie | Senegal − Mozambique | 2 − 0   |
| 5 | Maputo         | 17 juni 2007     | Afrika Cup 2008 kwalificatie | Mozambique − Senegal | 0 − 0   |
| 6 | Port Elizabeth | 9 juli 2021      | COSAFA Cup 2021              | Senegal − Mozambique | 1 − 0   |
| 7 | Durban         | 17 juli 2022     | COSAFA Cup 2022              | Mozambique − Senegal | 1 − 1   |
| 8 | Diamniadio     | 24 maart 2023    | Afrika Cup 2023 kwalificatie | Senegal − Mozambique | 5 − 1   |
| 9 | Maputo         | 28 maart 2023    | Afrika Cup 2023 kwalificatie | Mozambique − Senegal | 0 − 1   |

## Samenvatting
| Competitie              | Totaal gespeeld | Winst Mozambique | Gelijk | Winst Senegal | Doelsaldo Mozambique – Senegal |
| ----------------------- | --------------- | ---------------- | ------ | ------------- | ------------------------------ |
| WK-kwalificatie         | 2               | 0                | 0      | 2             | 0 − 2                          |
| Afrika Cup              | 1               | 0                | 0      | 1             | 0 − 2                          |
| Afrika Cup-kwalificatie | 4               | 0                | 1      | 3             | 2 − 13                         |
| COSAFA Cup              | 2               | 0                | 1      | 1             | 1 − 2                          |
| Totaal                  | 9               | 0                | 2      | 7             | 3 − 18                         |

FMF · 
A-internationals · 
Mozambikaans vrouwenelftal
1970 – 1979 · 
1980 – 1989 · 
1990 – 1999 · 
2000 – 2009 · 
2010 – 2019 ·
2020 − 2029
Afrika Cup 1986 · 
Afrika Cup 1996 · 
Afrika Cup 1998 · 
Afrika Cup 2010
Algerije ·
Angola ·
Benin ·
Botswana ·
Burkina Faso ·
Centraal-Afrikaanse Republiek ·
Comoren ·
Congo-Brazzaville ·
Congo-Kinshasa ·
Egypte ·
Eritrea ·
Ethiopië ·
Gabon ·
Ghana ·
Guinee ·
Guinee-Bissau ·
Ivoorkust ·
Kaapverdië ·
Kameroen ·
Kenia ·
Lesotho ·
Libië ·
Madagaskar ·
Malawi ·
Mali ·
Marokko ·
Mauritanië ·
Mauritius ·
Namibië ·
Niger ·
Nigeria ·
Oeganda ·
Oman ·
Portugal ·
Rwanda ·
Senegal ·
Seychellen ·
Soedan ·
Somalië ·
Swaziland ·
Tanzania ·
Togo ·
Tunesië ·
Vietnam ·
Zambia ·
Zimbabwe ·
Zuid-Afrika ·
Zuid-Soedan
FSF · 
A-internationals · 
Bondscoaches · Selecties · Senegalees vrouwenelftal · 
Olympisch elftal
1960 – 1969 · 
1970 – 1979 · 
1980 – 1989 · 
1990 – 1999 · 
2000 – 2009 · 
2010 – 2019 · 
2020 – 2029
WK 2002 · 
WK 2018 ·
WK 2022
OS 2012
1959 · 
1960 · 
1961 · 
1962 · 
1963 · 
1964 · 
1965 · 
1966 · 
1967 · 
1968 · 
1969 · 
1970 · 
1971 · 
1972 · 
1973 · 
1974 · 
1975 · 
1976 · 
1977 · 
1978 · 
1979 · 
1980 · 
1981 · 
1982 · 
1983 · 
1984 · 
1985 · 
1986 · 
1987 · 
1988 · 
1989 · 
1990 · 
1991 · 
1992 · 
1993 · 
1994 · 
1995 · 
1996 · 
1997 · 
1998 · 
1999 · 
2000 · 
2001 · 
2002 · 
2003 · 
2004 · 
2005 · 
2006 · 
2007 · 
2008 · 
2009 · 
2010 · 
2011 · 
2012 · 
2013 · 
2014 ·
2015 ·
2016 ·
2017 ·
2018 ·
2019 ·
2020 ·
2021 ·
2022 ·
2023
Algerije ·
Angola ·
Benin ·
Bolivia ·
Bosnië en Herzegovina ·
Botswana ·
Brazilië ·
Burkina Faso ·
Burundi ·
Centraal-Afrikaanse Republiek ·
Chili ·
China ·
Colombia · 
Congo-Brazzaville ·
Congo-Kinshasa ·
Denemarken ·
Ecuador ·
Egypte ·
Engeland ·
Equatoriaal-Guinea ·
Eritrea ·
Ethiopië ·
Frankrijk ·
Gabon ·
Gambia ·
Ghana ·
Griekenland ·
Guinee ·
Guinee-Bissau ·
Indonesië ·
Iran ·
Ivoorkust ·
Japan ·
Kaapverdië ·
Kameroen ·
Kenia ·
Kosovo ·
Kroatië · 
Lesotho ·
Liberia ·
Libië ·
Luxemburg ·
Madagaskar ·
Malawi ·
Maleisië ·
Mali ·
Marokko ·
Mauritanië ·
Mauritius ·
Mexico ·
Mozambique ·
Namibië ·
Nederland ·
Niger ·
Nigeria ·
Noorwegen ·
Oeganda ·
Oezbekistan ·
Oman ·
Polen ·
Qatar ·
Rwanda ·
Saoedi-Arabië ·
Sierra Leone ·
Soedan ·
Swaziland ·
Tanzania ·
Togo ·
Tunesië ·
Turkije ·
Uruguay ·
Verenigde Arabische Emiraten ·
Zambia ·
Zimbabwe ·
Zuid-Afrika ·
Zuid-Korea ·
Zuid-Soedan ·
Zweden
Algerije (2019, 2) ·
Colombia (2018) ·
Denemarken (2002) ·
Engeland (2022) ·
Frankrijk (2002) ·
Japan (2018) ·
Nederland (2022) ·
Polen (2018) ·
Uruguay (2002)